# Flugunfall der Aeroflot bei Tuapse
Der Flugunfall der Aeroflot bei Tuapse ereignete sich am 9. Januar 1951. An diesem Tag verunfallte eine auf dem sowjetischen Inlandslinienflug der Aeroflot von Moskau-Wnukowo nach Adler mit Zwischenstopp in Krasnodar befindliche Iljuschin Il-12P während eines Gewitters und stürzte zwei Kilometer vor Tuapse ins Schwarze Meer. Bei dem Unfall wurden alle acht Insassen an Bord der Maschine getötet.

## Maschine
Die Maschine war eine 1949 im Moskauer Werk Nr. 30 „Snamja Truda“ gebaute Iljuschin Il-12P mit der Werknummer 93013310, deren Roll-Out am 27. April 1949 erfolgt war und die mit dem Luftfahrzeugkennzeichen CCCP-Л1811 (SSSR-L1811) an die Aeroflot ausgeliefert wurde. Das zweimotorige Kurzstreckenflugzeug war mit zwei 14-Zylinder-Sternmotoren ASch-82FNW mit je 1.361 kW (1.850 PS) Leistung ausgestattet. Bis zum Zeitpunkt des Unfalls hatte die Maschine eine Gesamtbetriebsleistung von 1.346 Betriebsstunden absolviert.

## Passagiere, Besatzung, Flugzweck und Fracht
Den Flug auf dem Flugabschnitt von Krasnodar nach Adler hatten zwei Passagiere angetreten. Es befand sich eine sechsköpfige Besatzung an Bord der Maschine. Es handelte sich um einen gemischten Fracht- und Personenflug, neben den Passagieren befanden sich 1.007 kg Post an Bord.

## Unfallhergang
Der Start der Maschine in Krasnodar erfolgte um 15:05 Uhr. Als die Maschine um 15:26 Uhr das Funkfeuer von Dschubga überflog, meldete der Kapitän dies per Funk und teilte mit, dass er sich auf dem Weg nach Adler in einer Flughöhe von 1.800 Metern befand und dass er den Sinkflug auf 600 Meter im Sichtflug einleiten würde. Zahlreiche Augenzeugen in der Tuapse-Region beobachteten, wie gegen 15:32 Uhr ein zweimotoriges Flugzeug in etwa 900 m Höhe in die Wolke eindrang. Dann habe es geblitzt und gedonnert. Ein brennendes Flugzeug sei aus den Wolken und in der Nähe des Erholungszentrums des Innenministeriums der UdSSR in etwa 1,5 bis 2 km von der Küste entfernt ins Schwarze Meer gestürzt.

## Unfalluntersuchung
Die letzte an die Besatzung übermittelte Wettervorhersage für die Route wies kein Gewitter aus. In Tuapse begann das Gewitter um 15:45 Uhr. Erst um 16:10 Uhr wurde eine Sturmwarnung ausgesprochen.
Innerhalb von drei bis vier Wochen nach der Katastrophe wurde eine Suchaktion durchgeführt. Das Wrack des Flugzeugs wurde in 55 m Tiefe, 120 km vom Flughafen Adler entfernt gefunden. Die meisten Wrackteile wurden an die Oberfläche gehoben. Die technische Kommission stellte fest, dass der linke hintere Treibstofftank durch den Innendruck einer Explosion von Benzindämpfen zerstört wurde. Der Aufprall auf das Wasser sei mit dem Bugteil in einem hohen Winkel zur Meeresoberfläche erfolgt. Beim Aufprall sei das Flugzeug vollständig auseinandergebrochen und gesunken.